# Александры Экстер (станция скоростного трамвая)
«Александры Экстер» (укр. «Олександри Екстер», в 2000—2008 годах — «Цветаевой», до 2023 года — «Марины Цветаевой») — станция линии скоростного трамвая в Киеве, расположена между станциями «Милославская» и «Сержа Лифаря». Открыта 26 мая 2000 года. Названа по одноимённой улице.

## История
1 января 2009 была закрыта на реконструкцию. Опять открыта 24 октября 2012 года.
На месте станции ранее планировалась постройка станции метро. По современным планам развития Киева, от такой идеи отказались.

## Галерея

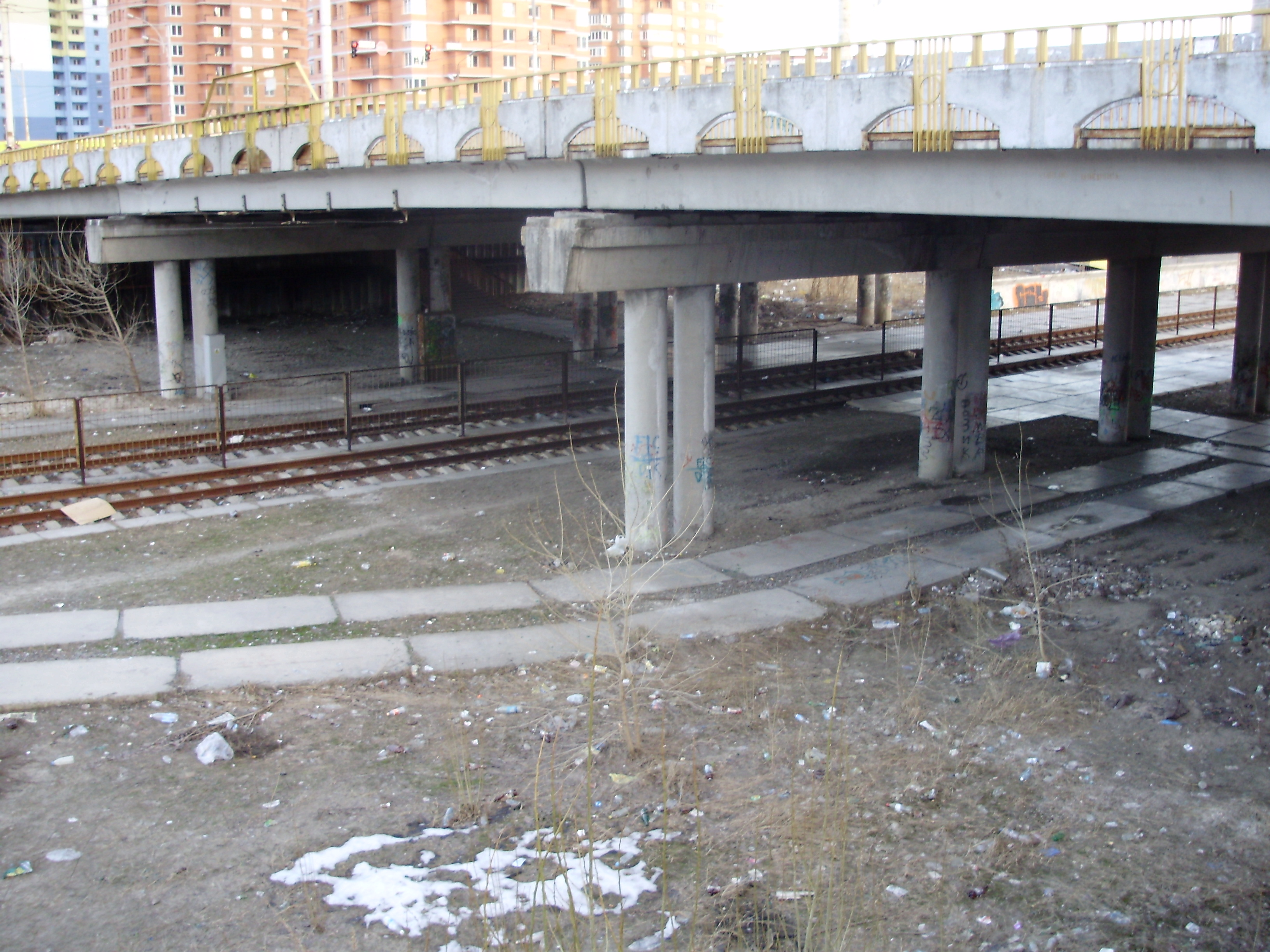
Станция «Александры Экстер» до реконструкции